# IC 53
IC 53 — галактика типу E-S0 (еліптична спіральна галактика) у сузір'ї Риби.
Цей об'єкт міститься в оригінальній редакції індексного каталогу.